# Fast Food Nation
Fast Food Nation (br: Nação Fast Food - Uma Rede de Corrupção / pt: Geração Fast Food) é um filme estadunidense de 2006 dirigido por Richard Linklater, baseado no livro homônimo de Eric Schlosser; foi filmado no México e nos Estados Unidos (nos Estados de Texas e de Colorado). Como o livro, o filme é uma crítica a influência mundial das indústrias norte-americanas de fast-food.

## Sinopse
Don Henderson (Greg Kinnear) trabalha para uma das maiores redes de fast food dos Estados Unidos. Sua mais recente criação, o sanduíche The Big One, tornou-se um sucesso de vendas e levou às alturas seu prestígio na empresa. Certo dia o chefe de Don o chama para uma conversa particular. Um amigo da universidade, ligado ao laboratório de testes com alimentos, contou que um escândalo está prestes a estourar: a carne de hambúrguer da casa está contaminada. Caberá a Don investigar o problema.

## Elenco
- Patricia Arquette como Cindy
- Luis Guzmán como Benny
- Ethan Hawke como Pete
- Ashley Johnson como Amber
- Greg Kinnear como Don Anderson
- Kris Kristofferson como Rudy Martin
- Catalina Sandino Moreno como Sylvia
- Ana Claudia Talancón como Coco
- Wilmer Valderrama como Raul
- Bobby Cannavale como Mike
- Bruce Willis como Harry Rydell
- Paul Dano como Brian
- Matt Hensarling como Kevin
- Aaron Himelstein como Andrew
- Avril Lavigne como Alice
- Lou Taylor Pucci como Paco
- Cherami Leigh como Kim
- Esai Morales como Tony

## Produção
O filme foi rodado em locações em Austin e Houston, Texas e Colorado Springs, Colorado, assim como no México. A fábrica de embalagem de carne estava no México também.

## Resposta da crítica
O filme recebeu críticas mistas. Rotten Tomatoes indica que o filme tem um índice de aprovação de 50%, com base em 145 comentários, com uma pontuação média de 5.7/10.

## Lançamento
O filme estreou em competição no Festival de Cannes em 19 de maio de 2006. Foi recebido em Cannes com absoluta frieza, e passou praticamente despercebido em seu lançamento nos EUA. Ele entrou em lançamento limitado na Austrália em 26 de outubro de 2006. Exibido na mostra Panorama do Cinema Mundial, no Festival do Rio 2006.

### Bilheteria
O filme estreou em 321 telas nos EUA em 17 de novembro de 2006 e ganhou $410,804 em sua semana de estreia. Ele eventualmente arrecadou $1,005,539 nos EUA e $1,203,783 em mercados estrangeiros para uma bilheteria mundial total de $2,209,322.

### Home media
O DVD foi lançado em 6 de março de 2007 e arrecadou $6.44 milhões de euros em aluguéis em suas primeiras sete semanas.

## Prêmios e nomeações
Richard Linklater foi nomeado para a Palma de Ouro no Festival de Cannes, e a Imagen Foundation nomeado para o Wilmer Valderrama de Melhor Ator em Filme.
O filme ganhou em Melhor Longa-Metragem no 21º Genesis Awards.